# يوفان ديفياك
يوفان ديفياك (بالبوسينة: Jovan Divjak)؛ 11 مارس/ آذار 1937 - 8 أبريل/ نيسان 2021) كان جنرالًا في الجيش البوسني شغل منصب نائب قائد الأركان الرئيسية للجيش البوسني حتى عام 1994، خلال حرب البوسنة.

## النشأة والتعليم
ولد ديفياك في بلغراد لأبوين في الأصل من منطقة بوسانسكا كرايينا في البوسنة. كان والده متمركزًا في الجيش الشعبي اليوغوسلافي (JNA) في صربيا. عائلته، تقيم حاليًا في سراييفو، حيث انتقل ديفجاك في عام 1966. من 1956 إلى 1959، التحق بالأكاديمية العسكرية في بلغراد. في عامي 1964 و 1965، التحق بمدرسة الدولة الكبرى في باريس. على الرغم من أن ديفياك كان من أصل صربي وُلِد في صربيا،  فقد عرّف بأنه بوسني.

## حياة مهنية
من عام 1969 إلى عام 1971، كان ديفجاك في أكاديمية كاديت في بلغراد، ومن 1979 إلى 1981، خدم في مدرسة تخطيط الحرب والدفاع هناك. بعد عدة مناصب في الجيش الوطني الأفغاني، تم تعيينه رئيسًا للدفاع الإقليمي في قيادة قطاع موستار من عام 1984 إلى عام 1989 وقطاع سراييفو من عام 1989 إلى عام 1991.[بحاجة لمصدر]
بين عامي 1991 و 1993، حوكم ديفجاك عسكريًا من قبل الجيش الوطني الليبي لإصداره 120 قطعة من الدروع الخفيفة و 20000 رصاصة للدفاع الإقليمي كيسيلجاك وحُكم عليه بالسجن تسعة أشهر. وتجنب الحكم بمغادرة الجيش الوطني الأفغاني والانضمام إلى الدفاع الإقليمي لجمهورية البوسنة والهرسك. في الأيام الأولى من الحرب، تم اعتقاله بتهمة التعاون مع القوات الصربية وسجن لمدة 27 يومًا. في السجن، أضرب ديفجاك عن الطعام لمدة أربعة أيام. 
أصبح ديفجاك فيما بعد نائب قائد قوات الدفاع الإقليمية للبوسنة والهرسك وبعد شهر أشرف على الدفاع عن سراييفو من هجوم كبير للجيش الوطني الأفغاني. بين عامي 1993 و 1997، شغل Divjak منصب نائب قائد مقر جيش البوسنة والهرسك، مكلفًا بالتعاون مع المؤسسات والمنظمات المدنية (الإدارة والاقتصاد والصحة والتعليم).[بحاجة لمصدر]
تم تعيين ديفياك، بصفته صربيًا، جنرالًا من أجل تقديم طابع متعدد الأعراق لجيش جمهورية البوسنة والهرسك. هو نفسه علق على هذه القضية بالقول إنه شعر وكأنه «تنسيق زهور» وقال «بالطبع، يجب أن يكون شخص ما بتنسيق الأزهار أيضًا». وأعرب عن عيبه إذا كانت خدمته في الجيش مؤقتة فقط. في الواقع، كان هو وستيبان شيبر (بصفته كرواتيًا) هما الوحيدان غير البوسنيين في رئاسة الأركان. عُرض على كلاهما التقاعد في آذار / مارس 1996 من قبل رئيس مجلس رئاسة البوسنة والهرسك، علي عزت بيغوفيتش. في بداية الحرب، من بين 18 في المائة من الكروات و 12 في المائة من الصرب، بقي واحد في المائة فقط في صفوف الجيش البوسني. اشتكى ديفياك من ذلك إلى راسم ديليتش، رئيس الأركان آنذاك، وكذلك عزت بيغوفيتش، لكن تم توضيح ذلك لأن «الجنود البوسنيين لم يثقوا بالقادة الصرب». تم استبعاد ديفياك لاحقًا بواسطة ديليتش من عملية صنع القرار في الجيش. وزُعم أن البوشناق في الجيش لم يثقوا بالقادة الصرب بحسب أوسلوبوتجينيه . 

## حياته بعد الحرب

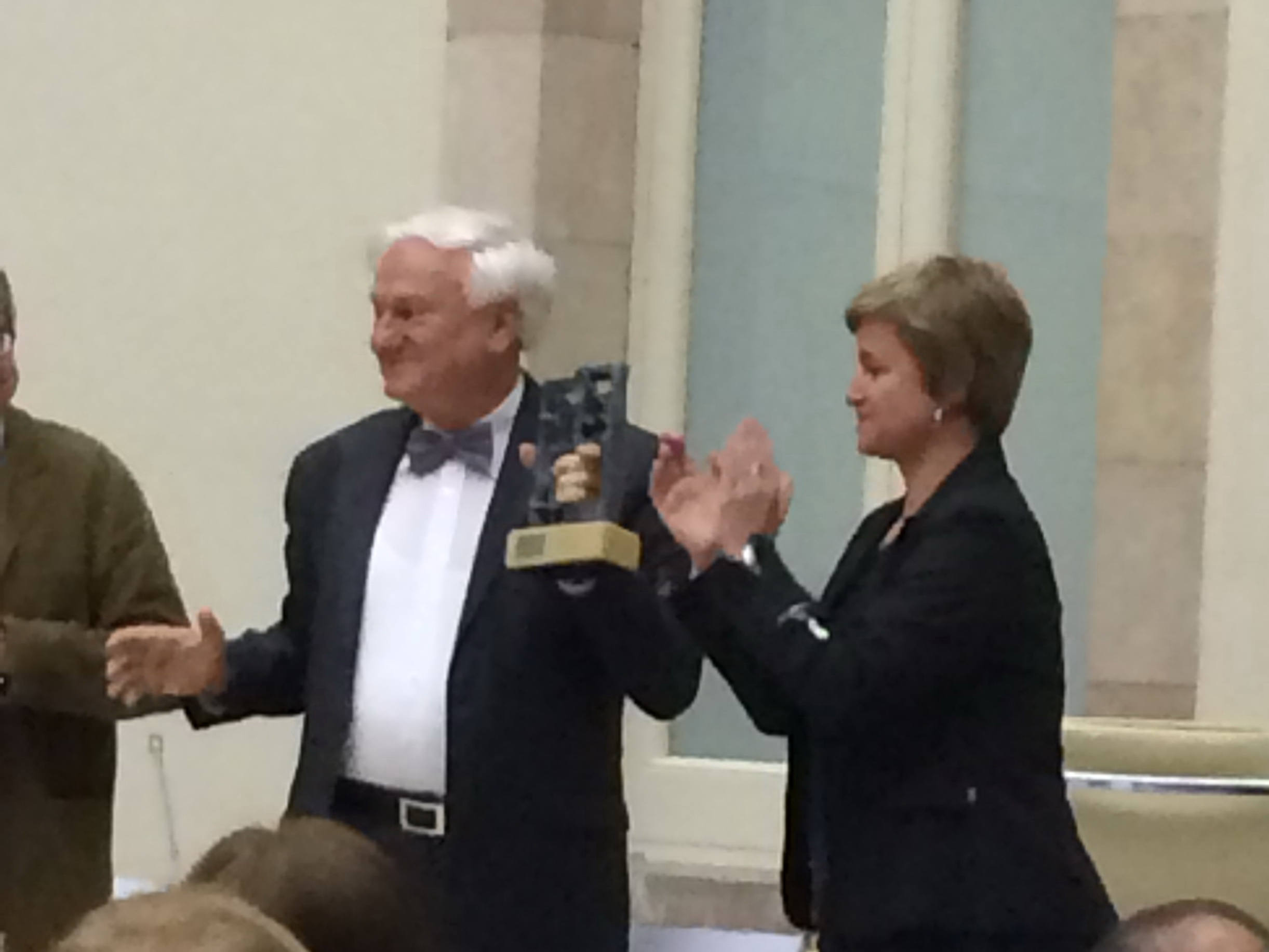
ديفجاك يتلقى جائزة "بناة السلام" في برلمان كاتالونيا من آنا سيمو في برشلونة ، 17 مارس 2014.

كان ديفياك هو المدير التنفيذي لـ OGBH ("Obrazovanje Gradi BiH": «التعليم يبني البوسنة والهرسك»)، التي شارك في تأسيسها عام 1994. تتمثل أهداف الجمعية في مساعدة الأطفال الذين تقع عائلاتهم ضحايا الحرب، من خلال تقديم المنح المالية، ولكن أيضًا للمساعدة في التعليم في البوسنة، حتى في المناطق الأكثر فقرًا في البلاد، من خلال توفير الدعم المالي والمادي. 
فاز ديفياك بالعديد من الجوائز الدولية والوطنية، بما في ذلك وسام جوقة الشرف الفرنسي، وسام لافاييت، وجائزة السادس من أبريل لسراييفو، ولوحة الرابطة الدولية للإنسانيين، ولوحة كانتون سراييفو.
من عام 2004 حتى وفاته، كان عضوًا في المجلس التوجيهي للمجموعة المرجعية للمنظمات غير الحكومية، سراييفو. من عام 1998 حتى وفاته، كان ديفجاك عضوًا في جمعية المثقفين المستقلين «كروغ 99»، سراييفو. قبل عام 1998، كان عضوًا نشطًا في جمعيات أخرى، بما في ذلك الاتحادات الرياضية، وكلية التربية البدنية في سراييفو، وكان عضوًا في العديد من المنظمات غير الحكومية في البوسنة.
تمتع ديفياك بشعبية بين عامة الناس في سراييفو، وقد أطلق عليها اسم Jovo Divjak و General Jovo أو العم ديفياك. له كتابان:
ظهر في الفيلم الوثائقي الذي بثته هيئة الإذاعة البريطانية «موت يوغوسلافيا» عام 1995 وهو موضوع فيلم وثائقي على قناة الجزيرة العالمية عام 2013 بعنوان «سراييفو حبيبي».
في عام 2006، حصل على لقب سفير السلام العالمي من قبل المجلس العالمي لدائرة السفير العالمي للسلام في جنيف.[بحاجة لمصدر]
في 3 مارس 2011، ألقي القبض على ديفجاك في فيينا ردا على مذكرة توقيف صربية تتهمه بارتكاب جرائم حرب تتعلق بهجوم على رتل للجيش اليوغوسلافي في سراييفو في أوائل حرب 1992-1995. ومع ذلك، لم تسلمه النمسا إلى بلغراد. في 8 مارس 2011، أُفرج عنه بكفالة في فيينا وفي 29 يوليو 2011، أُطلق سراحه بعد أن رفضت محكمة نمساوية طلب صربيا لتسليمه بسبب نقص الأدلة وعدم القدرة على ضمان محاكمة عادلة في صربيا.

## وفاته
في 8 أبريل نيسان 2021، توفي ديفجاك في سراييفو عن عمر يناهز 84 عامًا 

## روابط خارجية
- جمعية OGBH